# Guy Briet
Pour les personnes ayant le même patronyme, voir Briet.
Guy Briet est un ancien entraîneur de football français né le 20 janvier 1936 à Savigny-lès-Beaune (Côte-d'Or) et mort le 2 octobre 2023 à Santenay (Côte-d'Or).

## Biographie
Il a été d'abord professeur de sport dans des écoles de la gendarmerie nationale durant 7 ans et entraîneur de petits clubs amateurs, avant d'encadrer les joueurs du Bataillon de Joinville pendant 6 ans. Durant l'été 1975, les meilleurs espoirs du football français sont réunis dans le cadre de leur service militaire. Guy Briet dirige alors des joueurs comme Platini, Rouyer, Sahnoun, Moutier, Pécout et autres Bossis ou Rampillon. Après un passage à Troyes de neuf mois, il rejoint en 1977, l'encadrement technique de la prestigieuse équipe de Saint-Étienne où il dirige le centre de formation. En janvier 1983, il remplace Robert Herbin, comme entraîneur de l'équipe professionnelle. Mais l'expérience ne dure que six mois. En juillet 1983, il part pour Tours, club qu'il fait monter en Division 1 l'année suivante. Il entraîne ensuite les joueurs de Gueugnon.

## Carrière d'entraîneur
- 1970-1976: Bataillon de Joinville
- 1976-1977: Troyes AF (entraîneur-adjoint)
- 1977-déc. 1982: AS Saint-Étienne (entraîneur-adjoint et du centre de formation)
- janv. 1983-juin 1983: AS Saint-Étienne[3],[4]
- 1983-mars 1985: FC Tours
- 1986-mai 1988: FC Gueugnon
- janvier 1989-1989: CO Le Puy

## Palmarès
- Champion de France D3 en 1980 avec la réserve de l'AS Saint-Étienne
- Champion de France D1 en 1981 (comme entraîneur-adjoint) avec l'AS Saint-Étienne
- Vice-Champion de France D1 en 1982 (comme entraîneur-adjoint) avec l'AS Saint-Étienne
- Champion de France D2 en 1984 avec le FC Tours

## Sources et références
1. ↑  « Nécrologie : Guy Briet, l’entraîneur du FC Tours, champion de France D2 en 1984, s’en est allé », 4 octobre 2023 (consulté le 7 octobre 2023)
2. ↑  État civil sur le fichier des personnes décédées en France depuis 1970
3. ↑  Guy Briet sur asse-stats.com
4. ↑  Guy Briet sur anciensverts.com

- Col., Football 84, Les Guides de l'Équipe, 1983. cf. notice de l'entraîneur page 70.
- (fr) Entretien avec l'entraîneur sur le site du journal Le Bien Public (publié le 3 juin 2005)